# همگی در فضا خواهند مرد
همگی در فضا خواهند مُرد (اسپانیایی: They Will All Die in Space‎) یک فیلم کوتاه علمی تخیلی و ترسناک اسپانیایی به کارگردانی خاویر چیون است که در سال ۲۰۱۵ منتشر شد.
این فیلم مابین سال‌های ۲۰۱۵ تا ۲۰۱۹ میلادی در بیش از ۳۰۰ جشنواره فیلم به‌نمایش درآمد و در حدود ۶۰ جایزه و دیپلم افتخار کسب کرده که از آن میان می‌توان به جایزهٔ جشنواره فیلم سیتخس اشاره کرد.